# Newton, Middlewich
Newton var en civil parish från 1866 till 1894 då den blev en del av Middlewich och Kinderton, i grevskapet Cheshire, i England. Civil parish hade 2 369 invånare år 1891. Byn nämndes i Domedagsboken (Domesday Book) år 1086, och kallades då Neutone.